# لونی سندرز
لونی سندرز (انگلیسی: Loni Sanders؛ زاده ۱۲ ژانویهٔ ۱۹۵۸) بازیگر پورنوگرافی اهل ایالات متحده آمریکا است.